# Museum Dhondt-Dhaenens

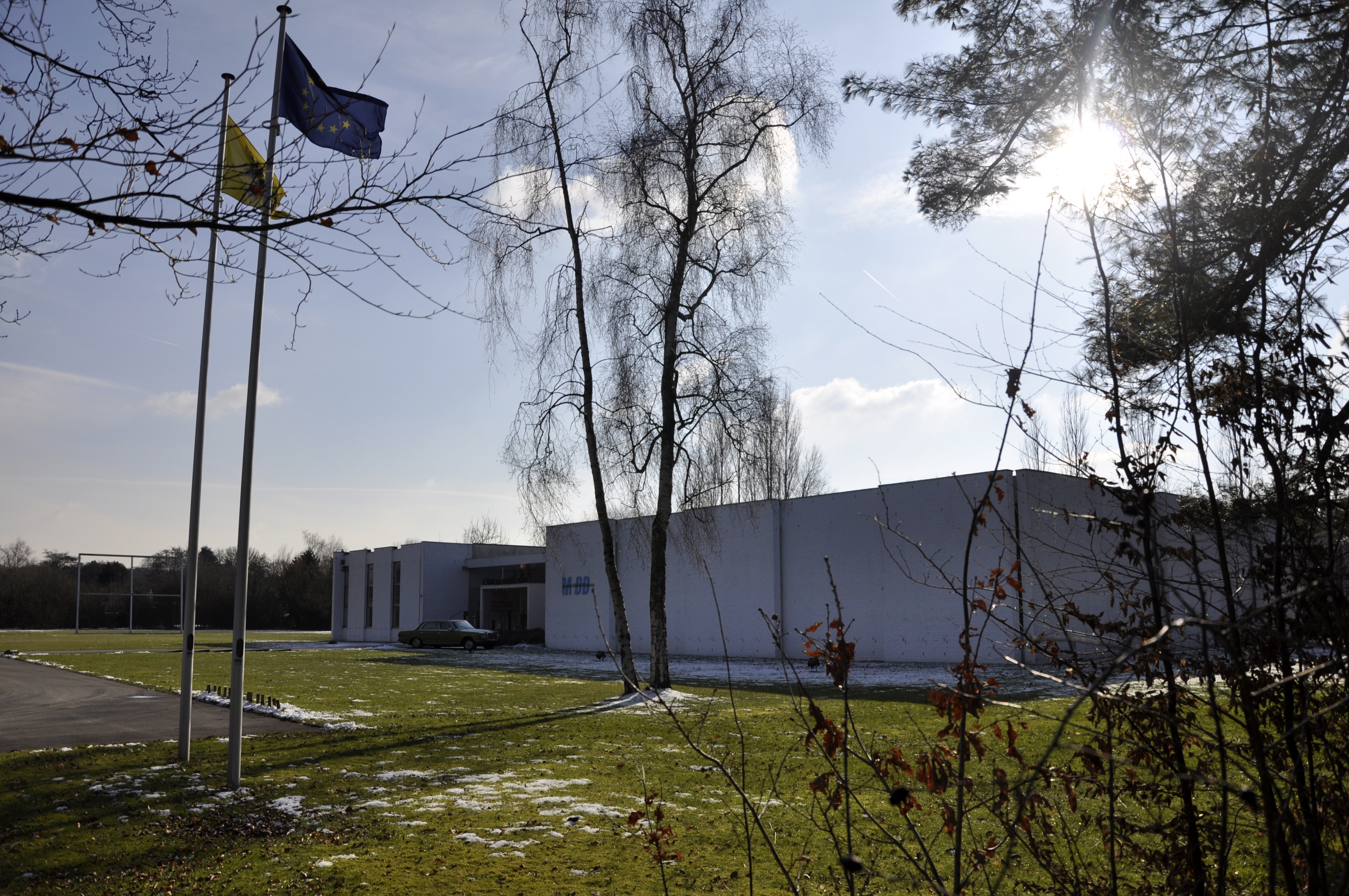
Museum Dhondt-Dhaenens, 2010

Das Museum Dhondt-Dhaenens (MDD) ist ein Kunstmuseum in Deurle an der Leie, einem Teil der Gemeinde Sint-Martens-Latem in Belgien.
Es zeigt die Sammlung Jules & Irma Dhondt-Dhaenens, eine umfangreiche Kollektion von Kunstwerken international bekannter flämischer Künstler sowie zeitgenössische internationale Kunst.
Zu sehen sind unter anderem Werke folgender Künstler: Jean Brusselmans, Gustave de Smet & Leon De Smet, Valerius De Saedeleer, James Ensor, George Minne, Constant Permeke, Albert Servaes, Albijn van den Abeele, Frits van den Berghe, Gustave Van de Woestyne, Rik Wouters, Isa Genzken, Rombouts & Droste, David Tremlett, Richard Venlet, Marthe Wéry.
Das Museum wurde auf Initiative von den Dhondt-Dhaenens 1967 nach einem Entwurf des Architekten Erik Van Biervliet erbaut.
Neben der Kunstsammlung von Jules & Irma Dhondt-Dhaenens werden wechselnde Ausstellungen mit Werken von Künstlern aus dem In- und Ausland gezeigt. Außerdem finden Vorträge, Konzerte, Unterrichtsreihen und Kinderateliers statt. Die ständige Sammlung ist nicht zugänglich, wenn temporäre Ausstellungen stattfinden. Auch Führungen werden angeboten.
2012 bekam das Museum von der Universität Gent als permanente Leihgabe das Haus van Wassenhove in Sint-Martens-Latem. Es wurde 1974 im Brutalismus-Stil vom Architekten Juliaan Lampens erbaut, 2015 renoviert und 2017 unter Denkmalschutz gestellt. Es dient dem Museum für Events, Ausstellungen und als zeitliche Residenzen für Künstler, die im Museum ausstellen.
2018 kaufte das Museum das Nachbargrundstück mit der Villa Meander, die vom Künstler Hans Op de Beeck in ein Gesamtkunstwerk umgewandelt wurde. Die Wunderkammer mit der persönlichen Bibliothek von Jan Hoet ist Teil des Kunstwerks. Auch bietet es Raum als Residenz für Künstler, Forscher und Kuratoren und will damit Dialog, Reflexion und Forschung anregen.

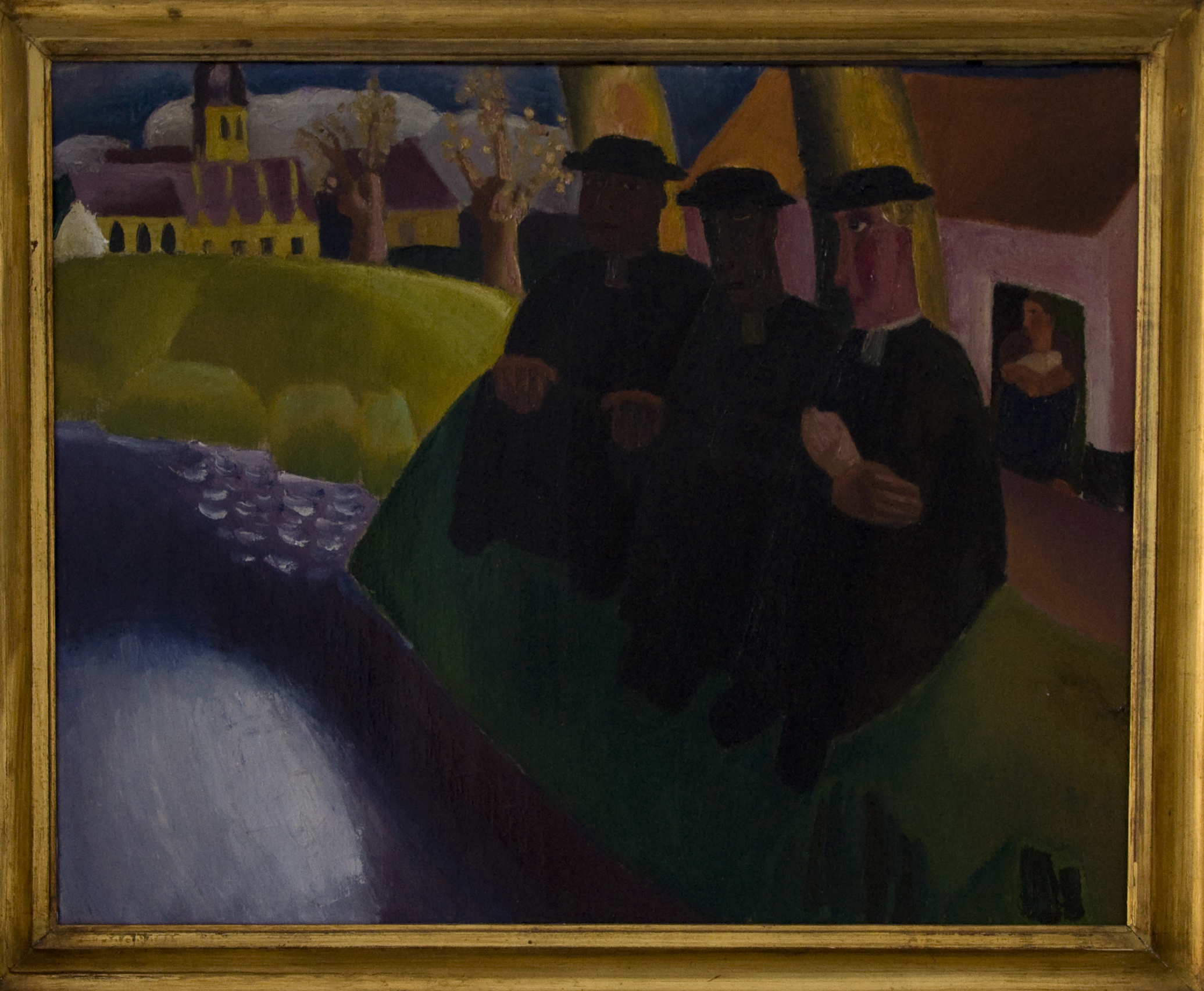
Vissers aan de Leie (1923) von Frits Van den Berghe
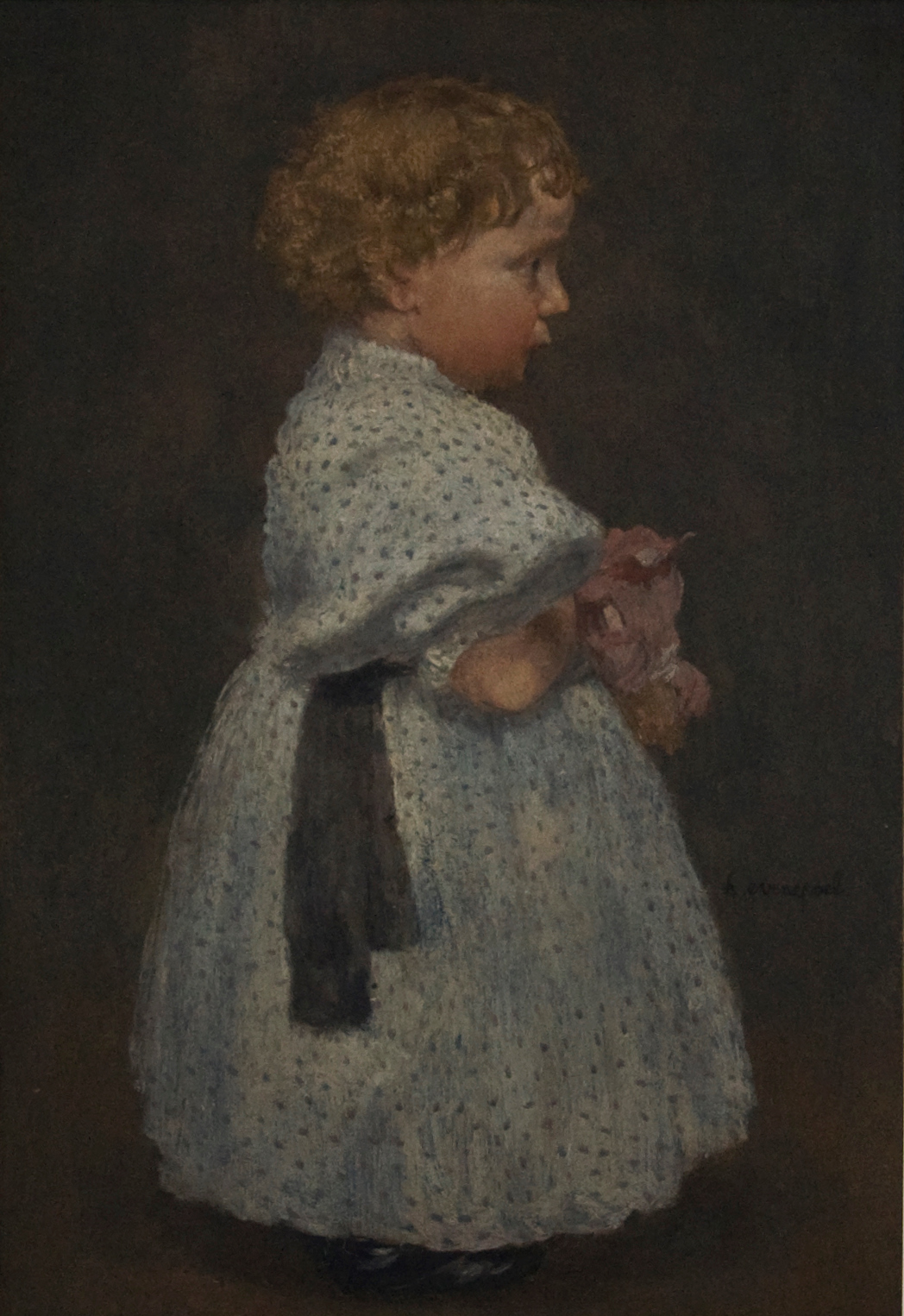
De dochter van Henri Matisse von Henri Evenepoel
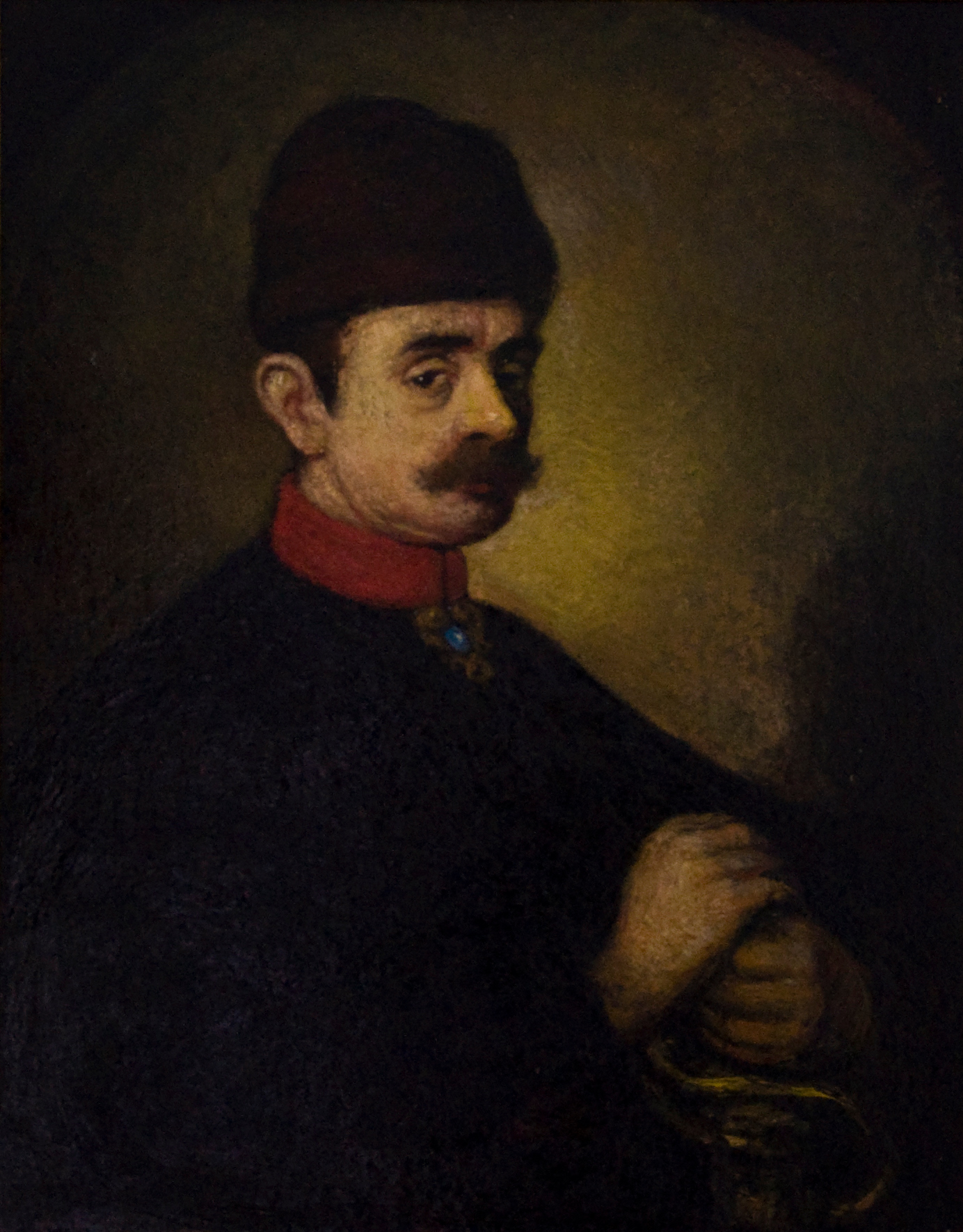
Man met de pelsen muts von Jakob Smits
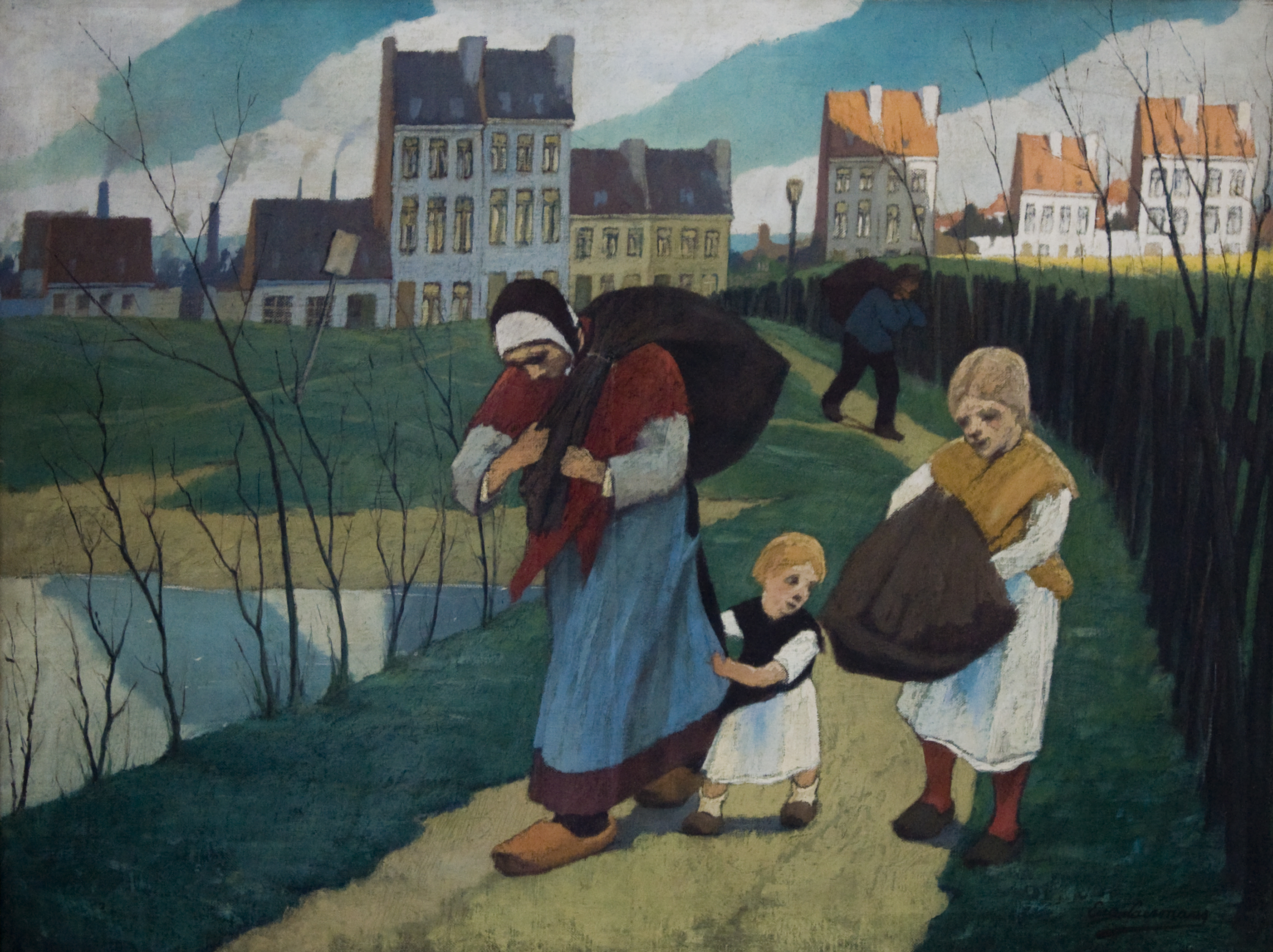
De voddenrapers (1914) von Eugène Laermans
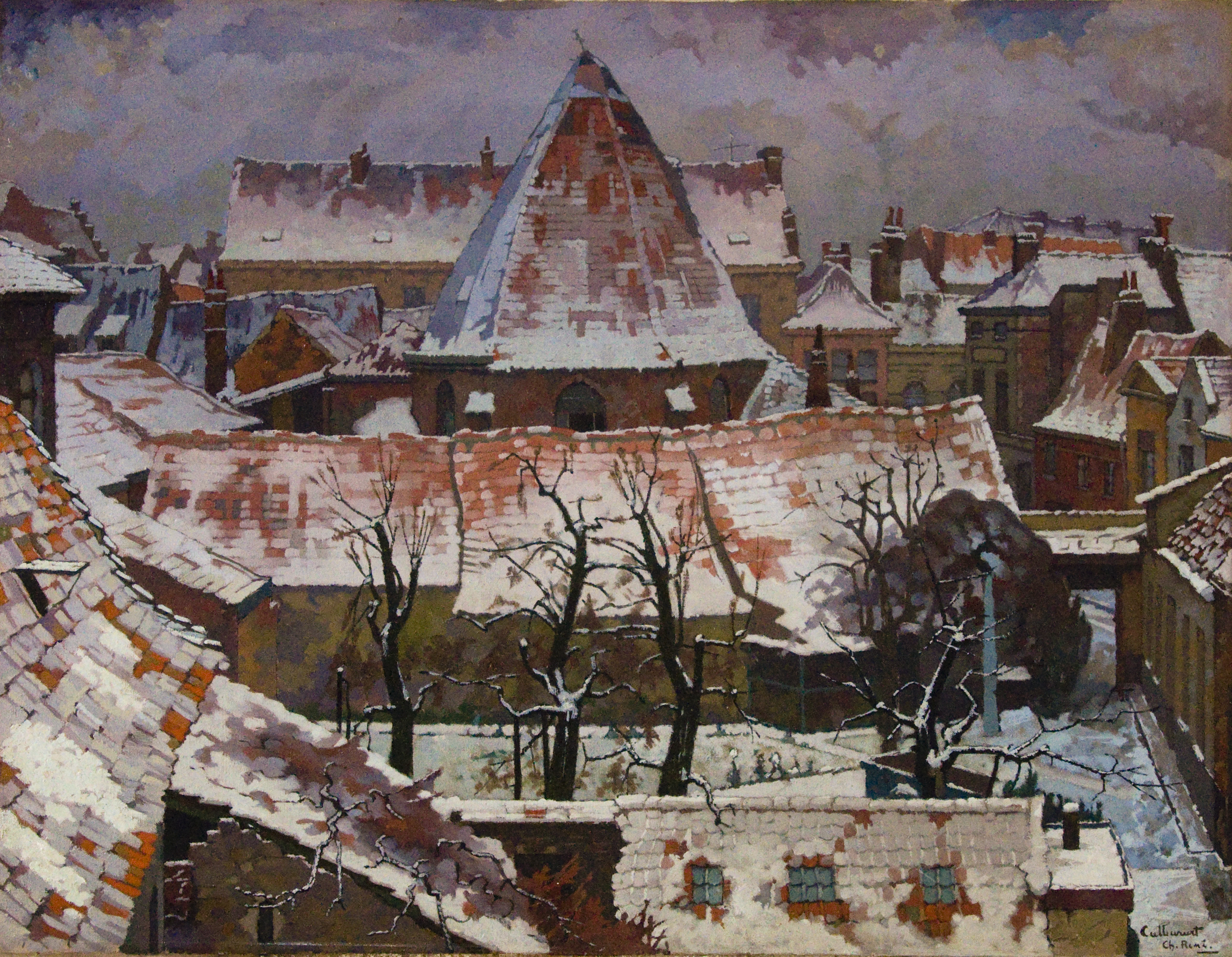
Da Daken (1923) von Charles-René Callewaert